# 普拉大学
普拉大学，位于克罗地亚伊斯特拉城市普拉。它成立于2006年。名称来源于克罗地亚主教Juraj Dobrila。

## 院系
普拉大学有以下机构：
- 音乐学院
- 工程系
- 自然与健康科学系
- 经济与旅游学院
- 教育科学学院
- 人文学院
- 信息学系
- 跨学科、意大利和文化研究学院
- VISIO科学技术研究所
- 普拉学生中心
- 大学图书馆

## 历任校长
1. Marčelo Dujanić (2006–2009)
2. Robert Matijašić (2009–2013)
3. Alfio Barbieri (2013–)

## 引用
1. ↑   (PDF).   [2013-11-01]. （原始内容存档 (PDF)于2016-03-03）.

## 外部連結
- 普拉大学官方网站 （页面存档备份，存于）